# Марокканско-французские отношения
Марокканско-французские отношения — двусторонние отношения между Марокко и Францией.

## История
После вторжения Омейядов в Испанию с побережья Марокко под руководством Тарика ибн Зияда в 711 году, армии халифата вторглись на юг Франции, продвигаясь до Пуатье и по долине Роны — до Авиньона, Лиона, Отена, пока не наступил переломный момент в битве при Пуатье в 732 году. В XI и XII веках Франция снова оказалась под угрозой из-за близости расширяющейся государства Альморавидов.
В 1912—1956 годах Марокко было протекторатом Франции. В январе 1983 года Ф. Миттеран сообщил, что поддерживает Марокко в западно-сахарском конфликте. В 2007 году Н. Саркози посетил Марокко. В 2013 году Ф. Олланд посетил Марокко.

## Экономические отношения
В 2011 году двусторонний товарооборот между Марокко и Францией составил 7,4 млрд евро. В 2011 году прямые инвестиции Франции в Марокко составили 760 млн евро — 51 % прямых иностранных инвестиций в Марокко.

## Марокканцы во Франции
В 1949—1962 годах численность марокканцев во Франции увеличилась с 20 тысяч человек до 53 тысяч человек.